# Slovačka nogometna reprezentacija
Slovačka nogometna reprezentacija je nacionalni nogometni sastav Slovačke, kojom upravlja Slovački nogometni savez (slk. Slovenský futbalový zväz). Raspadom Čehoslovačke i osnivanjem druge Slovačke Republike, nastaje i današnji slovački nogometni savez koji je osnovan 1993. godine.

## Povijest
Prva Slovačka Republika osnovana je 1939. te je trajala do 1945. U tih šest godina postojanja, postojala je i slovačka nogometna reprezentacija. Prvu utakmicu ta država odigrala je 27. kolovoza 1939. u Bratislavi s nacističkom Njemačkom. Utakmica je završila pobjedom Slovačke od 2:0.
Završetkom drugog svjetskog rata Slovačka se geopolitički spaja s Češkom u Čehoslovačku. Tako su slovački nogometaši (i ostali sportaši) nastupali u toj zajedničkoj državi. Većinu ključnih igrača čehoslovačke nogometne reprezentacije činili su Slovaci. Od većih rezultata koje su Slovaci postigli kao nogometaši Čehoslovačke je osvajanje Europskog nogometnog prvenstva 1976. godine u finalu protiv Zapadne Njemačke. Zanimljivo je spomenuti da su upravo Slovaci činili većinu te reprezentacije.
Početkom 1990-ih dolazi do propasti komunizma a samim time i Čehoslovačke kao državne tvorevine. Ubrzo nakon toga osnovana je druga Slovačka Republika dok je 1993. osnovan Slovački nogometni savez.
Slovačka je u svojem prvom međunarodnom nastupu nakon povratka nezavisnosti, ostvarila pobjedu od 1:0 na gostovanju u Dubaiju protiv reprezentacije UAE (2. veljače 1994.) To je ujedno bila i prva slovačka gostujuća pobjeda.
Prvu domaću utakmicu Slovačka će pamtiti po 4:1 pobjedi protiv Hrvatske u Bratislavi, 20. travnja 1994.
Slovačka je punopravna članica UEFA i FIFA, kontinentalnih i međunarodnih nogometnih saveza, te nosi FIFA kod - SVK. Svoj najniži rang na FIFA-inoj ljestvici, Slovačka je imala u prosincu 1993. (150. mjesto), dok je najviši rang postignut u svibnju 1997. (17. mjesto). Najniži rang prema Elo ljestvici Slovačka je imala u rujnu 2001. – 58. mjesto dok je najviši rang - 28. mjesto, ostvaren u svibnju 2001.

## Reprezentativni stadion
Do 2009. godine slovačka nogometna reprezentacija najčešće je igrala na stadionu Tehelné pole, koji se od tada više ne koristi. Slovačka nogometna reprezentacija koristi stadione Pod Dubňom u Žilini (stadion MŠK Žiline) te stadion Štadión Anton Malatinského u Trnavi (stadion Spartak Trnave).

## Europska prvenstva

### Kvalifikacije za EP
Slovačka je od svoje druge nezavisnosti (1. siječnja 1993.), prve službene kvalifikacije započela 1994. za EURO 1996. u Engleskoj. Te kvalifikacije Slovačka je završila na trećem mjestu, iza Rumunjske i Francuske. U tom kvalifikacijskom ciklusu vrijedi spomenuti pobjede protiv Poljske, Izraela i Azerbajdžana.

### Sudjelovanja na EP
Od većih rezultata koje su Slovaci postignuli kao nogometaši Čehoslovačke je osvajanje Europskog nogometnog prvenstva 1976. godine u finalu protiv Zapadna Zapadne Njemačke. Zanimljivo je spomenuti da su upravo Slovaci činili većinu te reprezentacije.
U današnjoj nezavisnoj povijesti, Slovačka je se prvi put uspjela kvalifirati na Europsko prvenstvo u 2016. godini. Slovačka je kao debitant započela Europsko prvenstvo u Francuskoj s porazom protiv Walesa, pobjedom protiv Rusije i neriješenom utakmicom protiv Engleske. Tako je Slovačka završila natjecanje na trećem mjestu s četiri boda, te je nadomak plasmana među 16 najboljih.

## Svjetska prvenstva

### Kvalifikacije za SP
Slovačka se u svojoj reprezentativnoj povijesti uspjela tek jednom kvalificirati na samu završnicu Svjetskog nogometnog prvenstva - onog u Južnoj Africi 2010.
Prije toga najdalje do kuda su došli, su dodatne kvalifikacije za Svjetsko prvenstvo u nogometu 2006. u Njemačke. Ždrijeb im nije bio naklonjen, te je Slovačkoj dodijeljen najteži mogući protivnik u tim kvalifikacijama - Španjolska.

### Kvalifikacije za SP 2010.
Iako su prvi favoriti u skupini bili Češka i Poljska, reprezentacije Slovačke i Slovenije, sve su iznenadili. Uspjeh je tim veći, što su Slovačka i Slovenija slovili kao autsajderi u skupini.
Slovačka je izborila prvo mjesto u skupini i direktni plasman na Svjetsko prvenstvo 2010. u Južnoj Africi.
Od većih rezultata u tom kvalifikacijskom ciklusu, spomena su vrijedne domaće pobjede od 2:1 protiv Poljske i Sjeverne Irske te one gostujuće protiv Sjeverne Irske (2:0), Češke (2:1) i Poljske (1:0).
| Momčad         | Ut. | Pob. | Ner. | Izg. | Po. g. | Pr. g. | G. raz. | Bod. |
| -------------- | --- | ---- | ---- | ---- | ------ | ------ | ------- | ---- |
| Slovačka       | 10  | 7    | 1    | 2    | 22     | 10     | +12     | 22   |
| Slovenija      | 10  | 6    | 2    | 2    | 18     | 4      | +14     | 20   |
| Češka          | 10  | 4    | 4    | 2    | 17     | 6      | +11     | 16   |
| Sjeverna Irska | 10  | 4    | 3    | 3    | 13     | 9      | +4      | 15   |
| Poljska        | 10  | 3    | 2    | 5    | 19     | 14     | +5      | 11   |
| San Marino     | 10  | 0    | 0    | 10   | 1      | 47     | -46     | 0    |

### Ždrijeb za SP 2010.
Ždrijebom u Južnoj Africi, Slovačka je smještena u skupinu F s reprezentacijama Italije, Novog Zelanda i Paragvaja. Također, istim ždrijebom određen je i raspored natjecanja (koji je naveden u donjoj trablici).
| Raspored         | Raspored | Raspored               | Raspored                           |
| Datum            | Vrijeme  | Utakmica               | Stadion i grad                     |
| ---------------- | -------- | ---------------------- | ---------------------------------- |
| 15. lipnja 2010. | 13:30    | Novi Zeland - Slovačka | Royal Bafokeng Stadium, Rustenburg |
| 20. lipnja 2010. | 13:30    | Slovačka - Paragvaj    | Free State Stadium, Bloemfontein   |
| 24. lipnja 2010. | 16:00    | Slovačka - Italija     | Ellis Park Stadium, Johannesburg   |

## Sudjelovanja na SP
| Natjecanje | Utakmica | Pob. | Ner. | Izg. | Po. g. | Pr. g. |
| ---------- | -------- | ---- | ---- | ---- | ------ | ------ |
| 2010.      | 4        | 1    | 1    | 2    | 5      | 7      |
| Ukupno     | 4        | 1    | 1    | 2    | 5      | 7      |

## Uspjesi na velikim natjecanjima
| Prvenstvo                    | Rezultat                         |
| ---------------------------- | -------------------------------- |
| Urugvaj 1930.                | Sudjelovala kao dio Čehoslovačke |
| Italija 1934.                | Sudjelovala kao dio Čehoslovačke |
| Francuska 1938.              | Sudjelovala kao dio Čehoslovačke |
| Brazil 1950.                 | Sudjelovala kao dio Čehoslovačke |
| Švicarska 1954.              | Sudjelovala kao dio Čehoslovačke |
| Švedska 1958.                | Sudjelovala kao dio Čehoslovačke |
| Čile 1962.                   | Sudjelovala kao dio Čehoslovačke |
| Engleska 1966.               | Sudjelovala kao dio Čehoslovačke |
| Meksiko 1970.                | Sudjelovala kao dio Čehoslovačke |
| SR Njemačka 1974.            | Sudjelovala kao dio Čehoslovačke |
| Argentina 1978.              | Sudjelovala kao dio Čehoslovačke |
| Španjolska 1982.             | Sudjelovala kao dio Čehoslovačke |
| Meksiko 1986.                | Sudjelovala kao dio Čehoslovačke |
| Italija 1990.                | Sudjelovala kao dio Čehoslovačke |
| SAD 1994.                    | Sudjelovala kao dio Čehoslovačke |
| Francuska 1998.              | Nije se kvalificirala            |
| Južna Koreja i Japan 2002.   | Nije se kvalificirala            |
| Njemačka 2006.               | Nije se kvalificirala            |
| Južnoafrička Republika 2010. | Grupna faza                      |
| Brazil 2014.                 | Nije se kvalificirala            |
| Rusija 2018.                 | Nije se kvalificirala            |

| Prvenstvo                  | Rezultat                         |
| -------------------------- | -------------------------------- |
| Francuska 1960.            | Sudjelovala kao dio Čehoslovačke |
| Španjolska 1964.           | Sudjelovala kao dio Čehoslovačke |
| Italija 1968.              | Sudjelovala kao dio Čehoslovačke |
| Belgija 1972.              | Sudjelovala kao dio Čehoslovačke |
| Jugoslavija 1976.          | Sudjelovala kao dio Čehoslovačke |
| Italija 1980.              | Sudjelovala kao dio Čehoslovačke |
| Francuska 1984.            | Sudjelovala kao dio Čehoslovačke |
| SR Njemačka 1988.          | Sudjelovala kao dio Čehoslovačke |
| Švedska 1992.              | Sudjelovala kao dio Čehoslovačke |
| Engleska 1996.             | Nije se kvalificirala            |
| Belgija i Nizozemska 2000. | Nije se kvalificirala            |
| Portugal 2004.             | Nije se kvalificirala            |
| Austrija i Švicarska 2008. | Nije se kvalificirala            |
| Poljska i Ukrajina 2012.   | Nije se kvalificirala            |
| Francuska 2016.            | Osmina finala                    |
| Europa 2020.               | –                                |

## Trenutačni sastav
Zadnji put ažurirano: 3. rujna 2021.
| 0#0 | Poz. | Igrač                  | Datum rođenja (dob) | Nastupi | Golovi | Klub               |
| --- | ---- | ---------------------- | ------------------- | ------- | ------ | ------------------ |
|     | G    | Dušan KuciakOzl.       | 21. svibnja 1985.   | 14      | 0      | Lechia Gdańsk      |
|     | G    | Marek Rodák            | 13. prosinca 1996.  | 7       | 0      | Fulham             |
|     | G    | Dominik Holec          | 28. srpnja 1994.    | 0       | 0      | Sparta Prag        |
|     | G    | František Plach        | 8. ožujka 1992.     | 0       | 0      | Piast Gliwice      |
|     |      |                        |                     |         |        |                    |
|     | B    | Peter Pekarík          | 30. listopada 1986. | 105     | 2      | Hertha BSC         |
|     | B    | Milan Škriniar         | 11. veljače 1995.   | 44      | 3      | Internazionale     |
|     | B    | Ľubomír Šatka          | 2. prosinca 1995.   | 18      | 0      | Lech Poznań        |
|     | B    | Dávid Hancko           | 13. prosinca 1997.  | 15      | 1      | Sparta Prag        |
|     | B    | Martin Valjent         | 11. prosinca 1995.  | 9       | 0      | Mallorca           |
|     | B    | Martin Koscelník       | 2. ožujka 1995.     | 8       | 0      | Slovan Liberec     |
|     | B    | Jakub Holúbek          | 12. siječnja 1991.  | 7       | 0      | Piast Gliwice      |
|     | B    | Vernon De Marco        | 18. studenoga 1992. | 0       | 0      | Slovak Bratislava  |
|     |      |                        |                     |         |        |                    |
|     | V    | Marek Hamšík (kapetan) | 27. srpnja 1987.    | 130     | 26     | Trabzonspor        |
|     | V    | Juraj Kucka            | 26. veljače 1987.   | 87      | 10     | Watford            |
|     | V    | Vladimír Weiss         | 30. studenoga 1989. | 72      | 7      | Slovan Bratislava  |
|     | V    | Róbert Mak             | 8. ožujka 1991.     | 70      | 14     | Ferencváros        |
|     | V    | Ondrej Duda            | 5. prosinca 1994.   | 49      | 5      | 1. FC Köln         |
|     | V    | Patrik Hrošovský       | 22. travnja 1992.   | 38      | 0      | Genk               |
|     | V    | Stanislav Lobotka      | 25. studenoga 1994. | 30      | 3      | Napoli             |
|     | V    | Matúš Bero             | 6. rujna 1995.      | 15      | 0      | Vitesse            |
|     | V    | Tomáš Suslov           | 7. lipnja 2002.     | 5       | 0      | Groningen          |
|     | V    | Jakub Hromada          | 25. svibnja 1996.   | 4       | 0      | Slavia Prag        |
|     | V    | Erik Jirka             | 19. rujna 1997.     | 1       | 0      | Real Oviedo        |
|     |      |                        |                     |         |        |                    |
|     | N    | Róbert Boženík         | 18. studenoga 1999. | 17      | 5      | Fortuna Düsseldorf |
|     | N    | Ivan Schranz           | 13. rujna 1993.     | 9       | 1      | Slavia Prag        |
|     | N    | David Strelec          | 4. travnja 2001.    | 5       | 1      | Spezia             |

## Statistike
| Broj | Igrač             | Godine           | Nastupi | Golovi |
| ---- | ----------------- | ---------------- | ------- | ------ |
| 1    | Marek Hamšík*     | 2007. – trenutno | 120     | 25     |
| 2    | Miroslav Karhan   | 1995. – 2011.    | 107     | 14     |
| 3    | Martin Škrtel*    | 2004. – 2018.    | 103     | 6      |
| 0 4  | Ján Ďurica        | 2004. – 2017.    | 91      | 4      |
| 0 4  | Peter Pekarík*    | 2006. – trenutno | 91      | 2      |
| 6    | Róbert Vittek     | 2001. – 2016.    | 82      | 23     |
| 7    | Juraj Kucka*      | 2008. – trenutno | 72      | 9      |
| 0 8  | Stanislav Šesták* | 2004. – 2016.    | 66      | 13     |
| 0 8  | Vladimír Weiss*   | 2009. – 2018.    | 66      | 7      |
| 010  | Filip Hološko     | 2005. – 2015.    | 65      | 8      |
| 010  | Tomáš Hubočan*    | 2006. – 2019.    | 65      | 0      |

| Broj | Igrač             | Godine           | Golovi | Nastupi |
| ---- | ----------------- | ---------------- | ------ | ------- |
| 1    | Marek Hamšík*     | 2007. – trenutno | 25     | 120     |
| 2    | Róbert Vittek     | 2001. – 2016.    | 23     | 82      |
| 3    | Szilárd Németh    | 1996. – 2006.    | 22     | 59      |
| 04   | Marek Mintál      | 2002. – 2009.    | 14     | 45      |
| 04   | Miroslav Karhan   | 1995. – 2011.    | 14     | 107     |
| 06   | Stanislav Šesták* | 2004. – 2016.    | 13     | 66      |
| 06   | Adam Nemec*       | 2006. – 2018.    | 13     | 42      |
| 08   | Peter Dubovský    | 1994. – 2000.    | 12     | 33      |
| 08   | Róbert Mak*       | 2013. – trenutno | 12     | 58      |
| 0 10 | Ľubomír Reiter    | 2001. – 2005.    | 9      | 28      |
| 0 10 | Tibor Jančula     | 1995. – 2001.    | 9      | 29      |
| 0 10 | Martin Jakubko    | 2004. – 2015.    | 9      | 41      |
| 0 10 | Juraj Kucka*      | 2008. – trenutno | 9      | 72      |

## Izbornici
- Broj utakmica unesen poslije utakmice sa Azerbajdžanom: 19. studenog 2019.

| Godine           | Drž. | Izbornici                   | Utakmica | Pobjeda | Neriješeno | Poraza |
| ---------------- | ---- | --------------------------- | -------- | ------- | ---------- | ------ |
| 1993. – 1995.    |      | Jozef Vengloš               | 16       | 5       | 4          | 7      |
| 1995. – 1998.    |      | Jozef Jankech               | 34       | 18      | 6          | 10     |
| 1998.            |      | Dušan Radolský              | 1        | 0       | 0          | 1      |
| 1999.            |      | Dušan Galis                 | 0        | 0       | 0          | 0      |
| 1999. – 2001.    |      | Jozef Adamec                | 34       | 13      | 11         | 10     |
| 1999. – 2001.    |      | Anton Dragúň                | 4        | 1       | 0          | 3      |
| 2002. – 2003.    |      | Ladislav Jurkemik           | 19       | 6       | 5          | 8      |
| 2004. – 2006.    |      | Dušan Galis                 | 31       | 12      | 12         | 7      |
| 2006. – 2008.    |      | Ján Kocian                  | 17       | 3       | 5          | 9      |
| 2008. – 2012.    |      | Vladimír Weiss              | 40       | 16      | 8          | 16     |
| 2012.            |      | Michal Hipp                 | 1        | 1       | 0          | 0      |
| 2012. – 2013.    |      | Stanislav Griga Michal Hipp | 12       | 3       | 4          | 5      |
| 2013. – 2018.    |      | Ján Kozák                   | 56       | 29      | 10         | 17     |
| 2018.            |      | Štefan Tarkovič             | 1        | 0       | 1          | 0      |
| 2018. – trenutno |      | Pavel Hapal                 | 12       | 6       | 2          | 4      |

## Vanjske poveznice
- Službena web stranica slovačke reprezentacije  Arhivirana inačica izvorne stranice od 26. listopada 2008. (Wayback Machine)
- Arhiva rezultata od 1939.
- Rsssf.com